# Taenioides
A Taenioides a csontos halak (Osteichthyes) főosztályának a sugarasúszójú halak (Actinopterygii) osztályába, ezen belül a sügéralakúak (Perciformes) rendjébe, a gébfélék (Gobiidae) családjába és az Amblyopinae alcsaládjába tartozó nem.

## Előfordulásuk
A Taenioides-fajok előfordulási területe az Indiai-óceánban és a Csendes-óceán nyugati részein van. A következő országok vizeiben található meg: Banglades, Dél-afrikai Köztársaság, Dél-Korea, a Fülöp-szigetek, India, Indonézia, Japán, Kína, Malajzia, Mianmar, Pápua Új-Guinea, Szaúd-Arábia és Vietnám. Afrikától Ausztráliáig és Új-Kaledóniáig is megtalálhatóak. A Taenioides esquivel az Atlanti-óceán délkeleti részén is előfordul.

## Megjelenésük
E halak hossza fajtól függően 12-40 centiméter között van.

## Életmódjuk
Szubtrópusi és trópusi gébfélék, amelyek egyaránt megélnek az édes-, sós- és brakkvízben is. A Taenioides cirratus, ha eléggé megáztatta a kopoltyúit, a szárazon is képes élni. Általában a homokba és iszapba rejtőzködve élnek. Táplálékuk főleg rákok és egyéb gerinctelenek, azonban a nagyobb Taenioides-fajok néha kisebb halakat is zsákmányolnak.

## Szaporodásuk
Szaporodási szokásaik eddig még ismeretlenek.

## Rendszerezés
A nembe az alábbi 13 faj tartozik:
- Taenioides anguillaris (Linnaeus, 1758)
- Taenioides buchanani (Day, 1873)
- Taenioides caniscapulus Roxas & Ablan, 1938
- Taenioides cirratus (Blyth, 1860)
- Taenioides eruptionis (Bleeker, 1849)
- Taenioides esquivel Smith, 1947
- Taenioides gracilis (Valenciennes, 1837)
- Taenioides jacksoni Smith, 1943
- Taenioides kentalleni Murdy & Randall, 2002
- Taenioides limicola Smith, 1964
- Taenioides mordax (De Vis, 1883)
- Taenioides nigrimarginatus Hora, 1924
- Taenioides purpurascens (De Vis, 1884)